# Shūji Kondō
Shuji Kondo (近藤修司 Kondō Shūji?) (21 de enero de 1978) es un jugador de rugby y luchador profesional japonés. Kondo es famoso por su trabajo en varias empresas de Japón, entre las que se encuentran Toryumon y All Japan Pro Wrestling.

## Carrera
Tras competir como jugador de rugby, Kondo se interesó en 2001 por convertirse en luchador profesional, ya que había sido fan de Bill Goldberg durante años.  

### Toryumon (2001-2004)
Shuji Kondo debutó en Toryumon México el 12 de mayo de 2001, derrotando a Jun Ogawauchi. A diferencia de sus compañeros de clase, especializados en todo en llaveo y sumisiones, Kondo presentó un estilo de lucha totalmente nuevo, usando su entrenamiento de rugby y su considerable fuerza física para ejecutar técnicas arrolladoras capaces de abatir incluso a luchadores de superiores categorías de peso. Poco después de su debut entraría en un feudo con Takayuki Yagi, el cual continuó después de que ambos fuesen transferidos con toda la clase a Toryumon 2000 Project. 
En T2P, Kondo se unió a Milano Collection A.T. en su grupo heel Italian Connection (YASSINI, YOSSINO, Pescatore Yagi & Berlinetta Boxer), donde cambió su nombre a Condotti Shuji, usando un nuevo atuendo de mallas y botas con tirillas, y formó un equipo con Yagi. Pronto, el grupo entró en un feudo con el principal contingente heel de Toryumon Japan, Crazy MAX (CIMA, SUWA, TARU & Don Fujii), cuando Fujii irrumpió tras un combate de T2P y "secuestró" a Mikeru, el perro invisible de Milano, lo que ocasionó múltiples ataques entre ambas bandas. Además, el grupo entraría en un feudo con Royal Brothers (Anthony W. Mori, Henry III Sugawara & Phillip J. Fukumasa), el cual duró el resto del año. A finales de 2002, Kondo compitió en el Young Dragons Cup 2002 de Toryumon México, pero fue derrotado en la final por Taiji Ishimori.
Después de que T2P fuese reabsorbida en Toryumon Japan, Italian Connection se convirtió en otro de los principales grupos de Japan, a la altura de M2K o Crazy MAX. A mediados de 2003, Kondo ganó el British Commonwealth Junior Heavyweight Championship en un combate que incluía a SUWA, y Masaaki Mochizuki. Sin embargo, se produjo una división dentro de Italian Connection: mientras Milano y YOSSINO estaban convirtiéndose lentamente en faces, Kondo y el resto seguían siendo heels. Durante el tiempo de recuperación que YASSINI pasó para restablecerse de una lesión, comenzó a dejar mensajes en su blog criticando al lado face de Italian Connection, a lo que Milano respondió con ira. Durante un combate en equipos, la (kayfabe) mascota de YOSSINO, Venezia, causó accidentalmente la derrota de su equipo, por lo que Shuji y YASSINI le atacaron después del combate; Milano trató de imponer orden, pero fue atacado a su vez, y el grupo se disolvió en el caos esa misma noche. Kondo, YASSINI y Owashi se establecieron por su cuenta al lado de Boxer y Yagi, pero éstos serían expulsados del grupo: Boxer fue abandonado por sus compañeros y atacado poco después, llevándole a declarar que se retiraría de Toryumon, y Yagi fue traicionado por todos a sugerencia de Owashi. El grupo fue bautizado Giants, y consiguió ganar el UWA World Trios Championship en poder de Italian Connection. Además, después de ganar el Torneo de Parejas, Berlinetta Boxer volvió de su retiro para atacarles, pero, en lugar de ello, se quitó la máscara y reveló su nombre real, Shogo Takagi. El grupo cambió su nombre a Hagure Gundan, y consiguió una gran racha de victorias.
A inicios de 2004, Masaaki Mochizuki se erigió como líder del grupo, cambiando su nombre a Aagan Iisou y añadiendo como miembro a Takuya Sugawara, a quien anteriormente Shuji había ofrecido sin éxito un lugar en el grupo, pero que a causa de un plan de Mochizuki traicionó a su compañero Anthony W. Mori y se unió a ellos. Sin embargo, con el tiempo Kondo y Mochizuki comenzaron a discutir sobre quién era el auténtico líder del equipo después de una riña entre ambos en el torneo El Número Uno llevando a una lucha interna en la que Masaaki fue expulsado de Aagan Iisou.

### Dragon Gate (2004)
Después de la ida de Último Dragón de la empresa, Toryumon Japan fue renombrado Dragon Gate, contratando a gran parte de los antiguos luchadores de Japan. Sin embargo, a finales de 2004, todo Aagan Iisou (Kondo, YASSHI, Takuya Sugawara, Toru Owashi & Shogo Takagi) fue despedido de Dragon Gate por razones desconocidas, si bien se aclaró oficialmente que uno o varios de sus miembros habían cometido un inespecífico acto de conducta poco profesional durante uno de los eventos.

### All Japan Pro Wrestling (2005-2013)
A inicios de 2005, Kondo y YASSHI fueron contratados por All Japan Pro Wrestling, donde debutaron como los secuaces de TARU junto a Johnny Stamboli & Chuck Palumbo. Poco después, TARU creó el grupo heel Voodoo Murders con todos ellos y Giant Bernard, con Kondo proclamándose campeón de TARU y miembro principal del equipo. Por entonces, Voodoo Murders entró en un feudo con RO&D (TAKA Michinoku, D'Lo Brown, Buchanan, Taiyo Kea, BLUE-K & Jamal).
Gracias al apoyo de sus compañeros, Kondo & YASSHI ganaron el vacante All Asia Tag Team Championship ante Katsuhiko Nakajima & Tomoaki Honma. Sería un reinado corto, sin embargo, ya que fueron derrotados por Katsuhiko Nakajima & Kensuke Sasaki el mes siguiente y perdieron el título. A pesar de ello, Kondo obtuvo un gran logro en octubre cuando derrotó al líder de RO&D, TAKA Michinoku, en un combate por el AJPW World Junior Heavyweight Championship. Ahora portando el título, Shuji hizo equipo de nuevo con YASSHI para participar en la AJPW 2006 Junior Tag League, pero fueron derrotados en la final por Tokyo Gurentai (MAZADA & NOSAWA Rongai). Mientras tanto, Kondo retuvo el título durante todo el año, no perdiéndolo hasta febrero de 2007 ante Katsuhiko Nakajima. Para reponerse de la derrota, Shuji participó en la AJPW Junior Heavyweight League 2007, pero volvió a ser vencido en la final, esta vez por Chris Sabin. En 2008, Kondo hizo equipo por orden de TARU con el nuevo miembro de Voodoo Murders, Silver King, para participar en la AJPW 2008 Junior Tag League, siendo de nuevo incapaces de hacerse con la victoria. A finales de año, Kondo intentó recuperar sin éxito el AJPW World Junior Heavyweight Championship ante Naomichi Marufuji, después de lo cual abandonó Voodoo Murders.
Ahora como face, Kondo formó tag team con Kohei Suwama, otro exmiembro de VM. El dúo tuvo cierto éxito y consiguió llegar a la final de la Real World Tag League 2008, donde sucumbieron ante TenKoji (Hiroyoshi Tenzan & Satoshi Kojima). A pesar de ello, tuvieron una oportunidad en 2009 por el AJPW World Tag Team Championship ante GURENTAI (Minoru Suzuki & Taiyo Kea), sufriendo el mismo destino. Kondo pasó el resto del año compitiendo contra Voodoo Murders al lado de Kaz Hayashi, ganando además la AJPW Junior Heavyweight League 2009 ante Super Crazy en la final.

### Dragondoor (2005-2006)
En abril de 2005, los miembros de Aagan Iisou se unieron a Noriaki Kawabata y a multitud de luchadores de Toryumon descontentos con Dragon Gate para crear la empresa Dragondoor. En ella, Aagan Iisou fue presentado como el grupo heel de la promoción, en oposición a la facción face de Taiji Ishimori; sin embargo, resultó que Kondo y su grupo recibían toda la acogida de los fanes, mientras que Ishimori no lograba conectar con ellos, así que el transcurso de Dragondoor fue más bien extraño. En su última función, Aagan Iisou fue derrotado por una reunión de Italian Connection (Milano Collection A.T., Berlinetta Boxer & Ibushino).

### Pro Wrestling El Dorado (2006-2008)
Tras el cierre de Dragondoor, gran parte del plantel formó parte de la nueva encarnación de la empresa, Pro Wrestling El Dorado, donde Kondo (ahora face) fue determinado como el as de la promoción. 
Al inicio, Aagan Iisou entró en un feudo con STONED (KAGETORA, Brahman Kei, Brahman Shu & Manjimaru), ya que Takuya Sugawara había comenzado a hacer equipo con KAGETORA y a causa de ello ambos grupos intentaban ganarse su lealtad. Al final, Sugawara traicionó a sus antiguos aliados de Aagan Iisou y se unió a los miembros de STONED, pero expulsando a KAGETORA de la facción y autoproclamándose líder, renombrando el grupo como Hell Demons. Con la acción, Aagan Iisou quedó disuelta, y cada uno de sus miembros creó una facción por sí mismo cuando El Dorado fue reestructurado. Kondo fundaría entonces el grupo SUKIYAKI.
En agosto de 2008, Kondo ganó la Greatest Golden League tras derrotar con ayuda de sus compañeros a Magnitude Kishiwada. Poco después, Shuji anunció que dejaba El Dorado para centrarse en su carrera en AJPW.

### WRESTLE-1 (2013-presente)
En septiembre de 2013, tres meses después de abandonar AJPW junto con varios otros luchadores, Kondo debutó en WRESTLE-1, la nueva empresa de Keiji Muto.

## En lucha
- Movimientos finales
  - King Kong Lariat[1][2] (Running lariat)[2]
  - Gorilla Clutch[1][2] (Standing reverse cloverleaf, a veces seguido de reverse cloverleaf con bodyscissors)

- Movimientos de firma
  - Lanzarse[1][2] (Spear transicionado en lifting running side slam)
  - Hurricane Mixer[2] (Spear transicionado en running spinning side slam)
  - Whale Hunt[2] (Half Nelson Olympic slam)
  - Cat's Cradle[2] (Cross-legged over the shoulder Boston crab)
  - The Original[2] (Flapjack kneeling scoop slam)
  - The Original II[2] (Standing iconoclasm)
  - Kubinage[2] (Two-handed choke driver)
  - Big boot[2]
  - Boston crab
  - Brainbuster
  - Crossface chickenwing con bodyscissors
  - Crucifix sitout belly to back piledriver[2]
  - Diving moonsault[2]
  - Dragon screw
  - Facewash
  - Inverted suplex,[2] a veces desde una posición elevada[2]
  - Kneeling belly to belly piledriver
  - Knee neckbreaker, a veces desde una posición elevada
  - One-handed gorilla press drop[5]
  - Overhead gutwrench sitout belly to back piledriver[2]
  - Release German suplex[6]
  - Running powerslam
  - Sitout crucifix powerbomb
  - Sitout suplex slam[7]
  - Spear
  - Standing powerbomb, a veces desde una posición elevada[2]
  - Super sunset flip DDT
  - Swinging sleeper hold
  - Short-range lariat
  - Tilt-a-whirl backbreaker
  - Two-handed chokeslam[6]
  - Vertical suplex slam[2]
  - Wheelbarrow abdominal stretch

- Mánagers
  - Venezia
  - TARU

## Campeonatos y logros
- All Japan Pro Wrestling
  - AJPW All Asia Tag Team Championship (1 vez) - con YASSHI
  - AJPW World Junior Heavyweight Championship (1 vez)
  - AJPW Junior Heavyweight League (2009)
  - AJPW Junior Tag League (2012) - con Kaz Hayashi
  - Mika Kayama Cup (2010) - con Kohei Suwama

- Dragondoor
  - Aquamarine Cup Tag Tournament (2005) - con YASSHI

- Pro Wrestling El Dorado
  - Greatest Golden League (2008)
  - Treasure Hunters Tag Tournament (2006) - con Dick Togo
  - Thanksgiving Day Tag Tournament (2008) - con Daisuke Sekimoto

- Pro Wrestling NOAH
  - GHC Junior Heavyweight Championship (1 vez)

- Toryumon
  - British Commonwealth Junior Heavyweight Championship (1 vez)
  - UWA World Trios Championship (2 veces) - con Milano Collection A.T. & YOSSINO (1) y Toru Owashi & YASSHI (1)
  - Rey de Parejas Tag League (2003) - con YASSHI

- Pro Wrestling Illustrated
  - Situado en el N°352 en los PWI 500 de 2006[8]

- Tokyo Sports Grand Prix
  - Lucha del año (2008)[9] - contra Naomichi Marufuji el 3 de noviembre de 2008
  - Equipo del año (2006)[9] - con TARU, Suwama & YASSHI